# Álvaro Estrella
Álvaro Raúl Estrella Zapata (Estocolmo, 14 de agosto de 1980) es un cantante y bailarín sueco de origen chileno que ha participado por varias ocasiones en el Melodifestivalen, el proceso de selección para elegir al representante sueco en el Festival de Eurovisión.   
En primer lugar, Estrella apareció como bailarín durante muchos años en el concurso Melodifestivalen, incluso para la actuación del cantante Danny Saucedo en la canción «Amazing» en 2012. Luego, en 2014, compitió como cantante con la canción «Bedroom» escrita por Jakke Erixson, Jon Bordon, Loren Francis y Kristofer Östergren. Cantó en la primera semifinal en Malmö pero no pasó a la final, ocupando el sexto lugar. 
En 2020, se presentó al concurso con el cantante chileno-sueco Méndez, con la canción «Vamos amigos» escrita por Palle Hammarlund, Jimmy Jansson, Jakke Erixson y DJ Méndez. Actuaron en la segunda semifinal en Gotemburgo, pasando a la ronda de repesca (Andra chansen), donde actuaron el 29 de febrero de 2020 en Eskilstuna. Finalmente, consiguieron el pase a la final.
Participó en Melodifestivalen 2021 con la canción "Bailá Bailá" interpretada el 20 de febrero de 2021, clasificándose a la ronda "andra chansen" (segunda oportunidad), donde ganó su duelo y clasificó a la final. Actuó en la final el 13 de marzo de 2021, terminando en décimo lugar con un total de 26 puntos.
Participó en Melodifestivalen 2022 con la canción «Suave». Actuó en el Heat 2 el 12 de febrero de 2022, clasificándose para la semifinal (El nuevo «Andra Chansen», donde dos grupos de cuatro participantes cada uno se disputaban los últimos cuatro cupos a la final). Volvió a actuar el 5 de marzo de 2022, sin clasificarse para la final.

## Discografía

### Sencillos
| Título           | Año  | Mejores posiciones en las listas de éxitos | Álbum |
| Título           | Año  | SUE                                        | Álbum |
| ---------------- | ---- | ------------------------------------------ | ----- |
| "Bedroom"        | 2014 | 51                                         | -     |
| "All In My Head" | 2014 | —                                          | -     |